# اندیس بیدهتد
بیدهتد یک اندیس فلزی است که در حوالی شهر کهک استان قم قرار دارد و مادهٔ معدنی موجود در آن، منگنز است.سنگ میزبان این اندیس توفهای دایستی و آهک و شیل و مارن است و دیرینگی آن به دوران ائوبالایی می‌رسد. 